# Robert McGregor
Robert McGregor (Reino Unido, 3 de abril de 1944) es un nadador británico retirado especializado en pruebas de estilo libre, donde consiguió ser subcampeón olímpico en 1964 en los 100 metros.

## Carrera deportiva
En los Juegos Olímpicos de Tokio 1964 ganó la medalla de plata en los 100 metros estilo libre, con un tiempo de 53.5 segundos, tras el estadounidense Don Schollander que batió el récord olímpico con 53.4 segundos, y por delante del alemán Hans-Joachim Klein.
En el Campeonato Europeo de Natación de 1962 celebrado en la ciudad alemana de Leipzig ganó la plata en los 4x100 metros libre, y en el Campeonato Europeo de Natación de 1966 celebrado en la ciudad neerlandesa de Utrecht ganó el oro en los 100 metros libre.
Y en la Universiada de 1967 celebrada en Tokio ganó la plata en los 100 metros estilo libre.